# Ion Lăpușneanu
Ion Lăpușneanu (8 de dezembro 1908 - 25 de fevereiro de 1994) foi um futebolista romeno que competiu na Copa do Mundo FIFA de 1930.